# SHINZEN
SHINZEN（しんぜん）は日本 のボランティア団体。統一教会（「世界基督教統一神霊協会」）系組織のボランティア団体（#統一教会との関係の節を参照）。以前は「しんぜん会」と称していた。代表は藤波英子（ふじなみえいこ）。東京都世田谷区に事務所があり、同区内に「福祉ショップしんぜん」（千歳船橋店）がある。雑誌『しんぜん』を発行。

## 活動

### 国内活動
- 車椅子移送サービス
- ボランティア学習会（共にの集い）
- 給食サービス
- オムツたたみ

## 来歴
- 1985年

設立。
- 2001年

9月1日　コンゴ共和国のオブラテ姉妹孤児院を慰問し、食料品を贈呈。
- 2005年

9月16日 地雷撤去団体、「カンボジア地雷対策センター（CMAC）」本部を訪問。地雷撤去活動の支援金として 2000 ドルを寄付。
- 2006年

7月 タンザニアの首都ダルエスサラームにあるハナナシフ孤児センターに、食料や衣服を寄贈。

## 訪問販売による寄付
- SHINZENは公式のウェブサイトで、SHINZENの会員の中にボランティアで「福祉ショップしんぜん」で販売しているチャリティー商品を訪問販売している者がいることを認めており、それらの会員に会員証を発行しているとしている。そして、それらの販売利益をSHINZENに寄付してもらっているとしている[6]。